# Sefardites
Sefarad en hebreu modern es fa servir per a referir-se a Espanya, i sefardites (en hebreu: יהודים ספרדים) (transliterat: Yehudim Sefaradim) és el terme genèric per denominar els descendents dels jueus que van viure en la península Ibèrica fins a 1492, any en què foren expulsats.
Ara bé, tradicionalment s’ha englobat tota la Diàspora ibèrica en un sol grup, però això és un presentisme, i la investigació historiogràfica moderna revela que els jueu-espanyols eren originàriament dos grups clarament diferenciats: els sefardites —procedents dels països de la corona castellanolleonesa i de llengua castellana—; i els katalanim (originaris de la corona catalanoaragonesa, i de llengua judeocatalana). Atès que les comunitats sefardites eren poblacionalment més grans que les katalanim, tot i conservar particularitats, amb el pas dels segles, aquestes darreres s'anaren diluint en les primeres.
Cal tenir en compte que els jueus parlaven de Sefarad referint-se a al-Àndalus i no pas a la península sencera (la Corona d'Aragó, Portugal, Castella, i els regnes musulmans com el de Granada). Expulsats el 1492 pels reis Catòlics (Isabel i Ferran), els jueus de les Espanyes, els regnes de Castella i d'Aragó, es van establir als territoris italians pertanyents a la Corona d'Aragó, el nord d'Àfrica, el sud de França i, especialment, a l'antic Imperi Otomà, on van fundar comunitats i van conservar el seu patrimoni cultural. Durant l'edat mitjana, els hispanojueus foren reconeguts com els líders de la fe i la cultura jueves d'aquells segles. Un lideratge religiós, però sobretot cultural, que es perllongà durant diversos segles més enllà de l'expulsió.
Malgrat que, aplicant una plantilla política moderna -castellana- a l'edat mitjana, sovint es parla dels jueus de la corona d'Aragó com a jueus espanyols -sefardites-, aquests no ho eren ni s'hi sentien, atès que pertanyien a regnes diferents. De fet, les comunitats jueves de la Corona castellana i de la Corona d'Aragó es regien per normes diferents, i a l'exili les tensions entre katalanim i sefardites eren comunes.
A la Primera Diàspora (segle XV), i durant el segle llarg posterior a la Segona Diàspora (segle XVI), els sefardites i els katalanim van viure i van evolucionar de forma separada, amb calls diferenciats, sinagogues separades i autoritats polítiques i religioses pròpies. Aquesta diferenciació seria especialment visible als ports de l'Imperi Otomà que van rebre la Diàspora de 1492: Istanbul (seu de la Sublim Porta); Esmirna; i, sobretot, Salònica.
Tot i ser poc estudiat i conegut, sembla que els jueus de Catalunya i Mallorca parlaven una llengua coneguda com a judeocatalà,i es de suposar que al País Valencià també.
En el cas dels sefardites, és destacable el manteniment de la seva llengua, coneguda com a espanyol sefardita, judezmo, haquitia, judeoespanyol o ladino. El seu origen es troba en l'espanyol de finals del segle xv, però fou evolucionant amb el pas dels segles i va mantenir una gran vitalitat fins a l'Holocaust, que va representar l'extermini de molts dels seus parlants i va provocar el desplaçament de molts dels supervivents. En l'actualitat, diverses institucions d'Israel estan treballant per recuperar l'ús d'aquesta llengua.
L'1 de juny de 1990, les comunitats sefardites repartides pel món foren guardonades amb el Premi Príncep d'Astúries de la Concòrdia.